# Virgen de Iver
La Panagia Portaitissa (en griego: Παναγία Πορταΐτισσα; en georgiano: ივერიის ღვთისმშობლის ხატი) o la Iviron Theotokos También "Theotokos de Íver (Iviron)", "Nuestra Señora de Íver (Iviron)" o Nuestra Señora Puerta del Cielo , o más formalmente "Icono de la Santísima Madre de Dios de Íver (Iviron)". es un icono ortodoxo oriental de la Virgen María que fue pintado por Lucas el Evangelista, de acuerdo a la sagrada tradición de la Iglesia ortodoxa. El icono es conocido como taumatúrgico, lo que significa que numerosos milagros se han atribuido a la intercesión de la Theotokos (Madre de Dios) por parte de personas que han rezado ante él. El original de esta imagen se encuentra en el georgiano Monasterio de Iviron, en el Monte Athos de Grecia, donde se cree que ha estado desde el año 999. La 'synaxis' (día de la fiesta) de este icono es el 12 de febrero, así como el Martes luminoso, y también el 13 de octubre para el traslado a Moscú del icono de Iviron.

El icono pertenece a una familia de imágenes de la Theotokos conocida como Odighitria (griego: Όδηγήτρια, "aquélla que muestra el camino"), según el prototipo de Constantinopla. En estos iconos, el Niño Jesús se sienta en el brazo izquierdo de su madre y ella es representada apuntando a Cristo con su mano derecha. Otro icono famoso basado en la Odighitria es la Nuestra Señora de Częstochowa.
Una característica única de este icono es lo que parece ser una cicatriz sobre la mejilla derecha o la barbilla de la Virgen María. Existe un número de diferentes tradiciones para explicar esto, pero la más común sostenida por los cristianos ortodoxos es que el icono fue apuñalado por un soldado en Nicea durante el período de la iconoclasia bizantina bajo el Emperador Teófilo (829–842). De acuerdo a la tradición, cuando el icono fue apuñalado, fluyó milagrosamente sangre de la herida.
El original en Iviron está encerrado en una 'riza' cincelada de plata y oro que cubre casi toda la imagen excepto la cara, como es común en los iconos más venerados.

## Historia
De acuerdo a la sagrada tradición de la Iglesia ortodoxa, el icono estuvo una vez en posesión de una viuda en Nicea. No queriendo que el icono fuera arrebatado y destruido por los iconoclastas, ella pasó toda la noche en oración y lanzó el icono al Mar mediterráneo. El hijo de la viuda fue después al Monte Athos, donde se volvió un monje y contó el milagro de la herida sangrante, y cómo el icono había sido puesto en el mar. Mucho después (ca. 1004), el icono fue descubierto en el mar por un monje georgiano llamado Gabriel (quien después fue canonizado santo en la Iglesia ortodoxa) que estaba trabajando en el Monasterio de Iviron en el Monte Athos. Esto ocurrió el Martes de Semana Luminosa (Semana de Pascua) y es conmemorado anualmente en ese día, así como en la fecha fija del 31 de marzo. El icono fue llevado al katholikon (iglesia principal) que se encuentra en el monasterio del cual el icono toma su nombre.

La tradición dice que al día siguiente, cuando los monjes entraron en la iglesia, no pudieron encontrar el icono. Después de buscar descubrieron el icono colgando de las puertas del monasterio. Este suceso se repitió varias veces hasta que San Gabriel refirió que había tenido una visión de la Theotokos, en la cual ella reveló que no quería que su icono fuera guardado por los monjes, sino que ella tenía la intención de ser su Protectora. Después de esto, el icono fue permanentemente instalado sobre las puertas del monasterio, donde permanece hasta el día de hoy. Por ello, el icono vino a llamarse Portaitissa or "Portera". Este título no fue nuevo para la Virgen María, sino que proviene de un verso del Acatisto a la Madre de Dios: "Alégrate, oh Bendita Portera que abres las puertas del Paraíso a los justos". Los monjes y monjas ortodoxos a lo largo del mundo suelen colocar un icono de la Theotokos Iverskaya sobre las puertas de los monasterios. También es común en los templos ortodoxos poner un icono de la Theotokos Portaitissa en el interior de la iconostasio, sobre las Puertas sagradas, mirando hacia la Mesa santa (altar). 

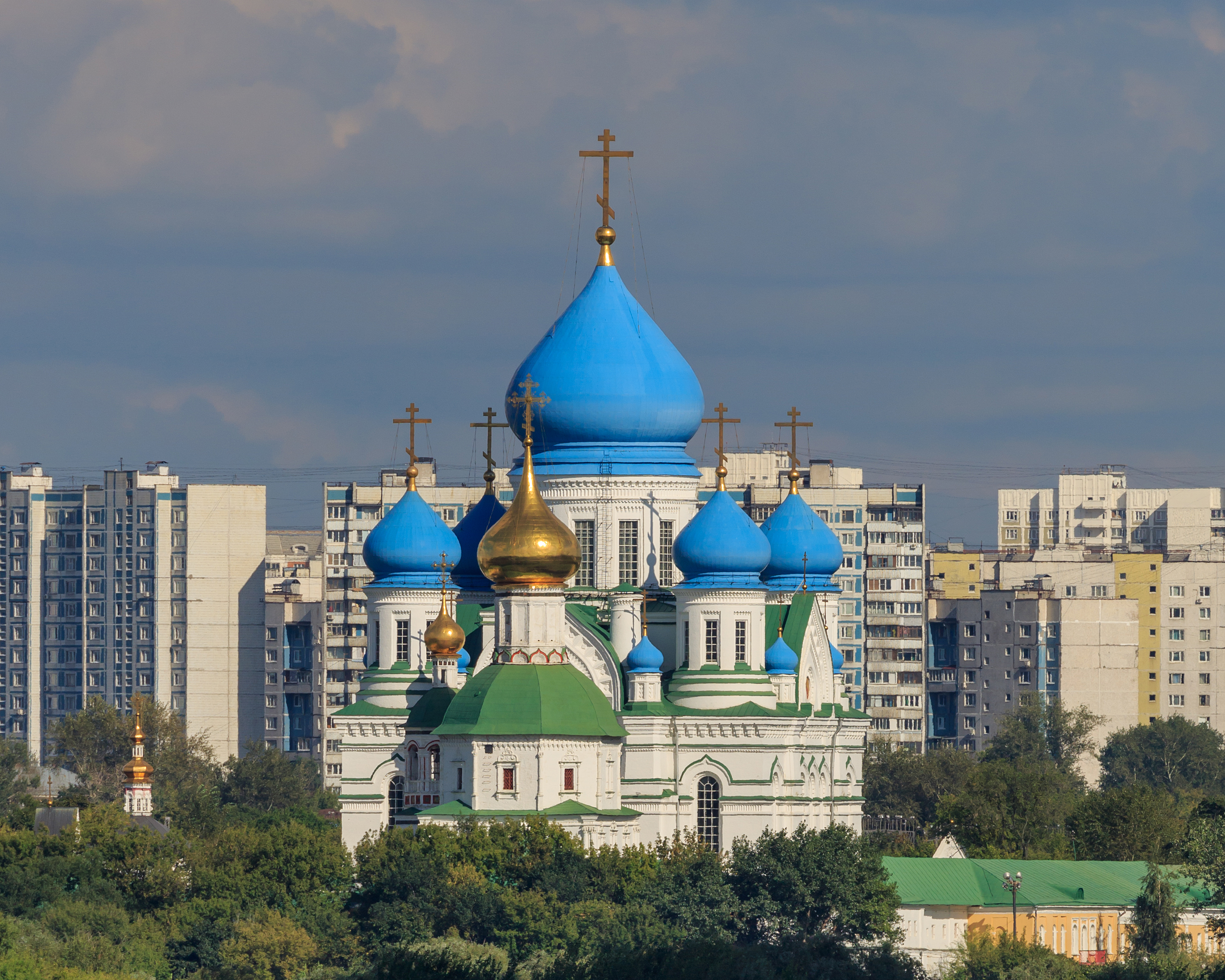
La catedral dedicada a Nuestra Señora de Íver (Iviron), en el Monasterio Nikolo-Perérvinski, Moscú.

## Versión de Moscú
En 1648, el Patriarca Nikon de Moscú, mientras era todavía Archimandrita del Monasterio de Novospaski, comisionó una copia exacta del icono de Iviron para que fuera hecha y enviada a Rusia. Casi inmediatamente después de su llegada el 13 de octubre, el icono fue "glorificado" con numerosos milagros atribuidos a él por los fieles. La Puerta y Capilla Ibérica fue construida en 1669 para entronizar el icono al lado de los muros del Kremlin de Moscú. La capilla era la entrada principal a la Plaza Roja y tradicionalmente todo el mundo, desde el zar hasta el más humilde campesino se detenían allí para venerar el icono antes de entrar en la plaza. Después de la Revolución de Octubre de 1917, la capilla fue destruida por los comunistas y el destino del icono se desconoce hasta el día de hoy.

## Versión de Montreal
Como es común para la Iglesia ortodoxa, el icono es un prototipo que ha sido copiado numerosas veces. Varias de las mismas copias han sido conocidas por ser taumatúrgicas, siendo una de las más famosas el Icono derramador de mirra en Canadá. Por quince años (1982-1997), mientras continuó fluyendo mirra del icono, el Hermano José Muñoz Cortés se dedicó a su cuidado, acompañándolo en numerosos viajes a parroquias a lo largo de los Estados Unidos y Canadá, a Sudamérica, Australia y Europa. Una nueva copia del Icono de Iviron derramador de mirra de Montreal comenzó a derramar mirra en la Iglesia ortodoxa rusa en Hawái en 2007. Varios días festivos durante el año litúrgico celebran unos pocos de estos milagros (ver Enlaces externos, abajo).
En uno de los númerosos viajes de Muñoz Cortez, el Icono atrajo la atención de varios fotógrafos, los cuales imprimieron imágenes del Icono que custodiaba Muñoz Cortez, las cuales paulatinamente llegaron a varias Iglesias Católicas de Canadá, y fue a raíz de estas imágenes que ciertos misioneros Javerianos de origen Canadiense expandieron su devoción   en la región del Bajio en México.
Solo una parroquia de la Arquidiocesis de Guadalajara lleva su nombre la cual se ubica en la colonia agrícola en Zapopan, mientras que en un hecho aislado en la década de los noventa, una imagen de este Icono transpiro mirra en la región de Chapala curiosamente traída por Misioneros Javerianos mientras un Sacerdote cuyo nombre era Tiberio Munari celebraba la Santa Misa, pero hasta la fecha no hay un pronunciamiento formal de parte de la Arquidiocesis de Guadalajara. 
En 1952 una iglesia de la Ciudad de México fue entregada a la Católicos Melquitas para convertirse en la Catedral de la Eparquia de Nuestra Señora del Paraíso, dicha Iglesia cuando pertenecio a los Dominicos en el siglo XVIII se llamó Porta Coeli por lo cual a la hora de levantar el Iconostasio que preside la Iglesia, una reproducción del Icono de Iviron se encuentra en el en el lado derecho.

### Días festivos
- Icon of the Mother of God "Iveron" (February 12) Orthodox icon and synaxarion
- «The Iveron Icon in Mozdok (February 12)». Archivado desde el original el 16 de julio de 2011.
- Appearance of the Iveron Icon of the Mother of God (March 31)
- Translation of the Iveron Icon of the Mother of God to Moscow (October 13)
- «The Myrrh-streaming Icon of the Iveron Mother of God (November 11)». Archivado desde el original el 16 de julio de 2011.
- Arrival of the Iveron Icon of the Mother of God in Georgia (September 26)

### Otros sitios
- Panagia Portaitissa
- The Hawaiian Myrrh-Streaming Iveron Icon of the Theotokos
- Chapel where the icon is kept
- Icons of the Mother of God

- Datos: Q1539056
- Multimedia: Iverskaya / Q1539056